# Protounguicularia barbata
Protounguicularia barbata är en svampart. Protounguicularia barbata ingår i släktet Protounguicularia och familjen Hyaloscyphaceae.

## Underarter
Arten delas in i följande underarter:
- resinacea
- barbata